# Conflicto Irán-Israel (2024-presente)
El conflicto entre Irán-Israel (2024-presente) inició el día 1 de abril de 2024 con el bombardeo de la embajada iraní en la ciudad de Damasco, capital de Siria, lo que provocó la muerte de varios altos cargos iraníes. Como respuesta, el 13 de abril, Irán y varias milicias lanzaron ataques con drones y misiles a bases militares israelíes dentro de territorio israelí y en territorios ocupados por Israel.
El conflicto alcanzó su punto más álgido cuando Israel bombardeó instalaciones nucleares y militares en diversos puntos de Irán el 13 de junio de 2025, matando a 78 personas y dejando más de 200 heridos, lo que provocó una respuesta sin precedentes de la república islámica, que respondió con una serie de oleadas de lanzamiento de misiles en contra Tel Aviv y distintas ciudades de Israel, comenzando por primera vez en la historia una guerra abierta y directa entre ambos países. Los bombardeos mutuos se han sucedido sin detención desde el 13 de junio, dejando hasta la fecha un saldo de 28 israelíes y más de 500 iraníes muertos.

## Antecedentes

### Guerra en Gaza de 2023-2024
El 7 de octubre de 2023, grupos milicianos palestinos, liderados por Hamás y con apoyo de la Yihad Islámica Palestina, Cae del León, Frente Popular para la Liberación de Palestina y Frente Democrático para la Liberación de Palestina lanzaron un ataque sorpresa desde la franja de Gaza. El ataque provocó la muerte de casi 1.200 israelíes, la mayoría civiles, y el estallido de la guerra entre Israel y Hamás. Tras el ataque, Israel comenzó a atacar con mayor frecuencia milicias proiraníes en Líbano, Irak y Siria como represalia.  Los temores de una guerra regional crecieron en los siguientes meses. 
El 25 de diciembre de 2023, Israel asesinó a Razi Mousavi, un comandante iraní cerca de Damasco .  
El 20 de enero de 2024, Sadegh Omidzadeh, Ali Aghazadeh, Saeed Karimi, Hossein Mohammadi,  y Mohamed Amin Samadi,  cinco altos funcionarios iraníes fueron asesinados en ataques aéreos israelíes durante una reunión en Damasco. Los ataques aéreos israelíes, según informó el Observatorio Sirio de los Derechos Humanos, provocaron la destrucción completa del edificio y provocaron la muerte de al menos 10 militares. 

## Cronología

### Bombardeo de la embajada iraní
El día 1 de abril, Israel bombardeó la embajada iraní en Damasco. El ataque mató a 16 personas, entre ellos varios oficiales y comandantes iraníes. Mohamed Reza Zahedi, comandante de la Fuerza Quds, fue asesinado en el ataque.  Al parecer, los militares iraníes estaban dialogando con líderes palestinos en el momento del ataque. 

### Captura del MSCAries
El 13 de abril de 2024, Irán capturó el barco portacontenedores MSC Aries propiedad de Gortal Shipping y alquilado a Mediterranean Shipping Company (MSC). Gortal Shipping está afiliada a Zodiac Maritime, propiedad en parte del empresario israelí Eyal Ofer. El barco fue abordado por el ejército iraní en el estrecho de Ormuz en aguas internacionales frente a la costa de los Emiratos Árabes Unidos   y fue llevado a Irán. Tras el incidente, Israel pidió a la Unión Europea que aplicara sanciones a la IRGC . 

### Ataque iraní en Israel de abril
La madrugada del 13 de abril, Hizbulá atacó el norte de Israel con al menos 40 cohetes procedentes del Líbano. Israel respondió bombardeando un puesto de fabricación de armas de Hezbolá.  Más tarde, Al Jazeera dijo que el ataque podía estar relacionado con el ataque iraní de esa tarde. 
En efecto, esa tarde, Irán y varias milicias atacaron a Israel con 170 drones, 30 misiles de crucero y 120 misiles balísticos.  Los Huthis, la Resistencia Islámica en Irak y un representante no identificado en Siria también lanzaron ataques contra Israel bajo el mando iraní.  
La Fuerza Aérea Israelí y los aliados de Israel con tropas en la zona, con países como Jordania, Reino Unido, Estados Unidos y Francia, abatieron la mayoría de los proyectiles, aunque hubo alguna incidencia. 
Varios drones y algunos misiles finalmente impactaron en varias bases militares y otras instalaciones en suelo de Israel, Cisjordania y los Altos del Golán .  El ataque también dañó las bases aéreas de Netavim y Ramon,  desde las cuales se había lanzado el ataque israelí a la embajada iraní en Damasco. Al parecer, al menos 33 civiles resultaron heridos. Se desconoce si hubo muertos.   

### Contragolpe israelí en Irán
El Ejército iraní confirmó tres explosiones en la madrugada del 19 de abril en la localidad de Qahjavarestan, cerca del aeropuerto de Isfahán y de la base aérea  militar de Shekari, donde hay instalaciones nucleares y fábricas de drones y otro armamento de guerra, provocadas por los disparos de sus sistemas de defensa aéreos. Hossein Dalirian, portavoz de la Agencia Espacial Iraní, informó de que varios drones habían sido abatidos.  También se escucharon exposiciones en un área de la ciudad de Bagdad y en la región de Babilonia, según los medios árabes. Los informes sirios indicaron que los ataques aéreos también habían tenido como objetivo instalaciones del Ejército de Siria, especialmente en las gobernaciones de As-Suwayda y Daraa. 

### Explosión de «buscas» de Hezbolá
El 17 de septiembre de 2024 unos aparatos denominados buscapersonas, con tecnología previa a los teléfonos móviles, en poder de muchos de los líderes de Hezbolá en Líbano y Siria fueron pirateados y detonados en un ataque coordinado por Israel, causando la muerte de al menos doce personas, y 2.750 heridos, 200 de ellos graves,   entre ellos el embajador iraní en Líbano, Mojtaba Amani  y al día siguiente explotaron también los aparatos denominados walkie-talkies, causando la muerte de al menos catorce personas,  y más de 450 heridos. 

### Muerte de Haniyeh en Teherán
Ismail Haniyeh, líder de Hamás, murió el 31 de julio de 2024 en Teherán por un ataque aéreo israelí. 

### Bombardeo del cuartel general de Hezbolá en Beirut
Aviones de combate de la Fuerza Aérea israelí bombardearon el cuartel general de Hezbolá en Beirut y mataron el 27 de septiembre de 2024 a Hassan Nasralá,  y Abbas Nilforushan, comandantes de la Guardia Revolucionaria iraní  junto con Ali Karaki, comandante de las fuerzas de Hezbolá en el frente sur del Líbano, Mohamed Ali Ismail, Husein Ahmed Ismail, Ibrahim Muhammad Qabisi, jefe de la Fuerza de Misiles y Cohetes de Hezbolá  y varios componentes de Hezbolá.

### Ataque iraní a Israel de octubre
El 1 de octubre de 2024, Irán lanzó un ataque de 200 misiles en dirección Israel como respuesta a la muerte de los líderes Hasan Nasralá y Abbas Nilforushan en el bombardeo del cuartel general de Hezbolá en Beirut del 27 de septiembre. El presidente de EEUU, Joe Biden, ordenó a sus fuerzas armadas abatir los misiles. Israel, Jordania e Irak cerraron el espacio aéreo, y los vuelos fueron redirigidos fuera del país.  Finalmente, el 30 de septiembre de 2024, el ejército israelí inició una ofensiva terrestre en Líbano. 

### Bombardeo de Dahieh
Esmail Qaani, comandante de la Fuerza Quds murió el 3 de octubre de 2024 en el bombardeo israelí de Dahieh, en el que también murió Hashem Safieddine, líder de Hezbolá. 

### Ataque israelí a Irán de octubre
El 25 de octubre de 2024, la Fuerza Aérea Israelí (FAI) atacó suelo iraní en varias oleadas durante tres horas, con decenas de aviones y drones. Los objetivos fueron las defensas aéreas de Irán, instalaciones de producción de misiles y drones, e instalaciones de lanzamiento. 

### La guerra de 2025
El 12 de junio de 2025 decenas de aviones de combate de la Fuerza Aérea Israelí (FAI) lanzaron un centenar de ataques aéreos en cinco oleadas, al menos en ocho plantas de Irán, incluyendo Teherán, el principal centro de enriquecimiento de uranio en Natanz y un centro de investigación en Tabriz. Entre las víctimas mortales se encontraron el general Hossein Salami, comandante del Ejército de los guardias de la revolución islámica, el general Mohammad Bagheri, Jefe de Estado Mayor de las Fuerzas Armadas de la República Islámica de Irán, y varios científicos nucleares iraníes. 
El ataque israelí fue respondido por Irán el 13 de junio lanzando cuatro oleadas de misiles balísticos, la mayoría interceptados, que impactaron en Tel Aviv y Ramat Gan y causaron al menos tres muertos y ochenta heridos. 